# Pica-pau-d'asa-branca
O Pica-pau-d'asa-branca (Dendrocopos leucopterus) é uma espécie de pica-pau (Picidae).
Ocorre nos seguintes países: Afeganistão, China, Irão, Cazaquistão, Quirguistão, Tadjiquistão, Turquemenistão e Uzbequistão. Os habitats naturais do pica-pau-d'asa-branca são florestas temperadas e florestas subtropicais ou tropicais húmidas de baixa altitude.